# Cantó de Boulogne-sur-Mer-Sud
El cantó de Boulogne-sur-Mer-Sud és un cantó francès del departament del Pas de Calais, situat al districte de Boulogne-sur-Mer. Té 4 municipis i part del de Boulogne-sur-Mer.

## Municipis
- Baincthun
- Boulogne-sur-Mer (part)
- Echinghen
- La Capelle-lès-Boulogne
- Saint-Martin-Boulogne

## Història
| Data d'elecció                           | Identitat         | Partit                                  | Qualitat |
| ---------------------------------------- | ----------------- | --------------------------------------- | -------- |
| 1945-1949                                | Henri Henneguelle | SFIO                                    |          |
| 1949-1955                                | M. Guillemant     | Divers droite                           |          |
| 1955-1979                                | Jeannil Dumortier | SFIO, després PS, després divers gauche |          |
| 1979-1988                                | Guy Lengagne      | PS                                      |          |
| 1988-2011                                | Alain Oguer       | PS                                      |          |
| 2011-                                    | Christian Baly    | PS                                      |          |
| les dades anteriors no són pas conegudes |                   |                                         |          |
|                                          |                   |                                         |          |